# Vergilius Mediceus
Vergilius Mediceus  wird ein im 5. Jahrhundert n. Chr. in Capitalis rustica geschriebenes Manuskript genannt, das nach einer Eintragung des Turcius Rufius Apronianus Asterius auf Folio 8r von diesem, dem Consul ordinarius von 494, für seinen Bruder Macharius korrigiert und interpungiert wurde. Später gelangte der Vergilius Mediceus in die Bibliothek der Abtei Bobbio, deren Besitzeintrag auf Folio 2r zu finden ist. Von dort kam er um 1470 in das Kloster S. Paolo fuori le mura (Sankt Paul vor den Mauern) bei Rom. Von dort ging er durch zahlreiche Hände und wurde schließlich von Francesco I. de’ Medici erworben. Aus dessen Besitz kam er bald nach 1587 in die Biblioteca Medicea Laurenziana, wo der Pergamentcodex heute unter der Signatur Florenz, Biblioteca Medicea Laurentiana, Plut. XXXIX, 1 aufbewahrt wird. Ein Einzelblatt befindet sich in Vatikanstadt, BAV, lat. 3225, dem Vergilius Vaticanus als Fol. 76 beigefügt. Der Vergilius Mediceus enthält Werke des römischen Dichters P. Vergilius Maro: Fol. 2r-9r: Eclogae (fragmentarisch). Fol. 9r-49v: Georgica. Fol. 49v-221v: Aeneis. In den Editionen wird er unter der Sigle M geführt. Er zählt zu den wichtigsten Textzeugen.
Erhalten sind  220 (von ursprünglich ca. 229) Blättern.
Das Layout mit einem relativ zierlichen Seitenformat von ca. 21,5 cm Seitenhöhe und ca. 15 cm Breite, einem hochformatigen Schriftspiegel von 29 Versen pro Seite, einem geringen Schriftgrad von nur 0,25 bis 0,3 cm verleiht der Handschrift einen weniger monumentalen Charakter, sondern eher den eines anspruchsvollen Lesetextes für den privaten Gebrauch, auf dessen Zuverlässigkeit wert gelegt wurde, wie die zahlreichen alten Korrekturen zeigen.
Es gibt noch eine Reihe weiterer berühmter Vergilhandschriften der Spätantike.

## Faksimile
- Enrico Rostagno: Vergilius mediceus. Exemplar Medicei simillimum publice phototyp. impressum (Biblioth. Laur.: Plut. XXXIX,1). Libraria dello Stato, Bd. 1–2 (Faksimile und Kommentar), Rom 1931.